# Peg + Cat
Peg + Cat je američko-kanadska animirana serija autora Jennifer Oxley i Billy Aronson. Serija ima 2 sezone i sveukupno 63 epizoda od po 28 minuta.
Emisija je namijenjena djeci od 3 do 5 godina. Cilj je „nadahnuti prirodnu znatiželju predškolaca za matematiku i pomoći im da razviju nove vještine i strategije za kreativno rješavanje problema u svakodnevnom životu“. U skladu s matematičkom temom, animacija je prikazana kao da je crtana na grafičkom papiru.